# William Crawford Williamson
William Crawford Williamson (Scarborough, North Yorkshire, 24 de novembro de 1816 — Clapham, Londres, 23 de junho de 1895) foi um naturalista britânico.
Foi laureado com a medalha Wollaston de 1890, concedida pela Sociedade Geológica de Londres.